# Eleccions presidencials de l'Uruguai de 2004

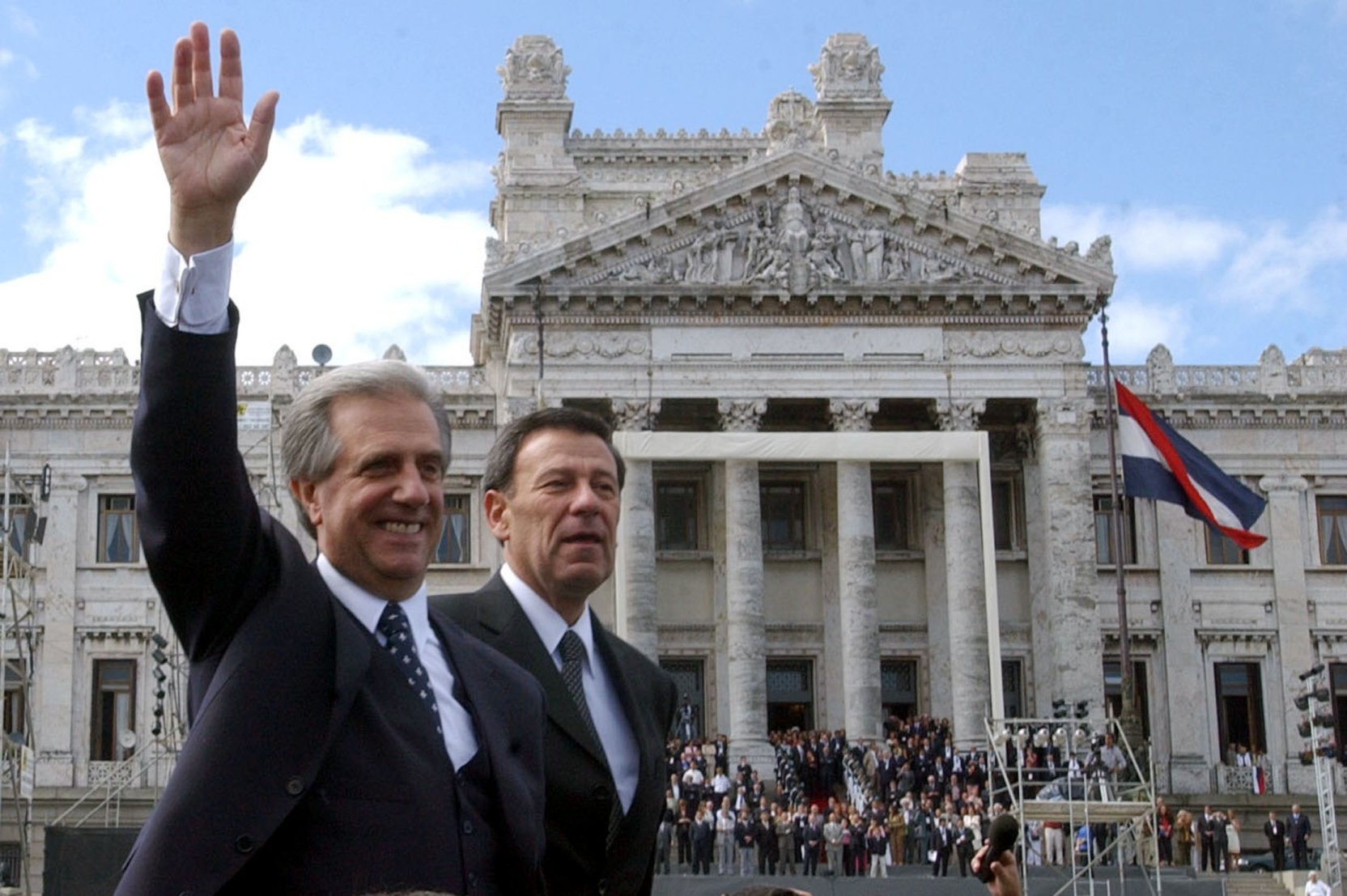
El president electe Tabaré Vázquez i el vicepresident Rodolfo Nin Novoa, 2005.

Les eleccions presidencials de l'Uruguai de 2004 van tenir lloc el dia 31 d'octubre del 2004, en una primera i única volta, amb la intenció d'escollir un nou president de la República Oriental de l'Uruguai, càrrec que, fins a la data, ocupava Jorge Batlle Ibáñez des de l'1 de març de 2000. El candidat del Front Ampli, Tabaré Vázquez, va sortir elegit president amb el 50,45% dels vots escrutats. Això va suposar un triomf històric de l'esquerra i dels socialistes, ja que el país sempre havia estat governat pels partits tradicionals de dreta.

## Candidats
Tabaré Vázquez (Front Ampli)El 27 de juny de 2004, durant les votacions internes, va sortir elegit el candidat del Front Ampli, Tabaré Ramón Vázquez Rosas, ex-intendent de Montevideo, i pertanyent a la coalició d'esquerra Encuentro Progresista-Frente Amplio-Nueva Mayoría. Va ser la seva tercera lluita per assolir la presidència del país.
Jorge Larrañaga (Partit Nacional)El candidat nacionalista, Jorge Washington Larrañaga Fraga, va triomfar en les votacions internes del seu partit, vencent a l'expresident Luis Alberto Lacalle i a l'única candidata femenina a la presidència uruguaiana, l'advocada María Cristina Maeso Valiño. Larrañaga es va presentar pel sector de dreta Alianza Nacional.
Guillermo Stirling (Partit Colorado)Després de renunciar al càrrec de ministre de l'Interior, el candidat del Partit Colorado, Guillermo Stirling, va ser presentat conjuntament pels sectors de la Llista 15 i el Fòrum Batllista. El partit, que havia governat el país pràcticament des del començament de la seva independència (llevat d'algunes presidències del Partit Nacional), es va enfrontar a l'escepticisme i a la desconfiança del poble, que havia sofert les conseqüències de la crisi econòmica del 2002 i la gestió pobra de l'expresident Jorge Batlle Ibáñez.
Pablo Mieres (PI)El candidat del Partit Independent, Pablo Mieres, va obtenir un suport escàs per part dels votants. El partit tot just va poder conservar un diputat dels tres que tenien en l'anterior legislatura.
Altres candidatsEls altres candidats en van obtenir un suport mínim. Entre els més votats, destaquen l'exdirector de Duanes, Víctor Lissidini (Partit Intransigent), Aldo Lamorte (Unió Cívica), i els polítics Julio Vera i Rafael Fernández, del Partit Liberal i del Partit dels Treballadors, respectivament.

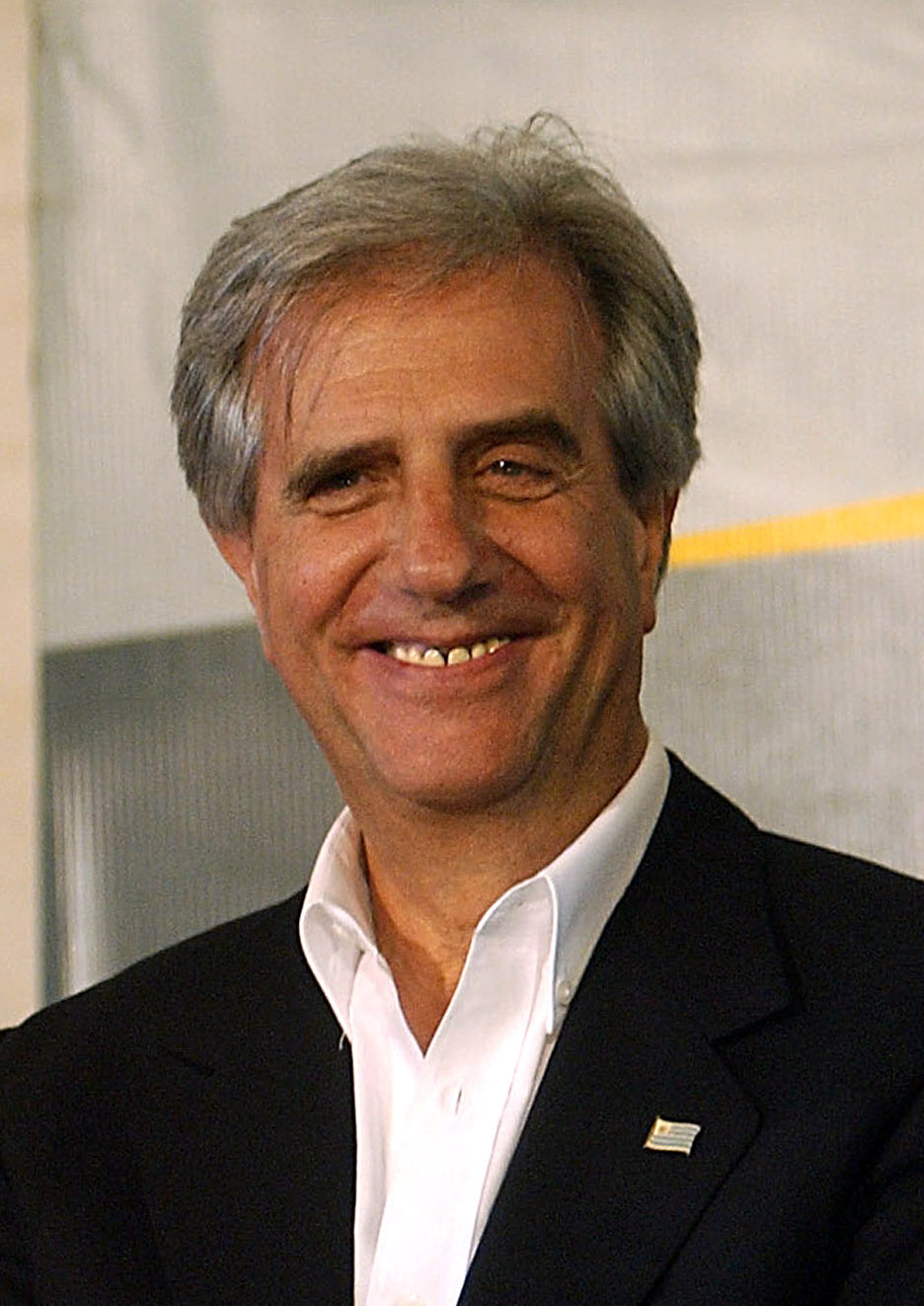
Tabaré Vázquez
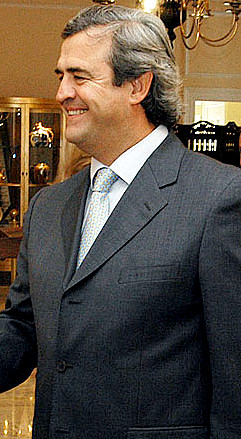
Jorge Larrañaga
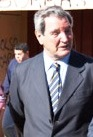
Guillermo Stirling
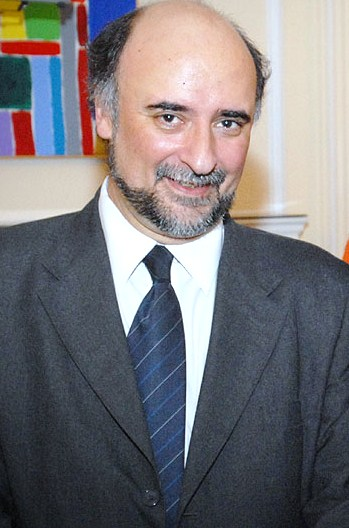
Pablo Mieres

## Plebiscit de l'aigua
Aquest plebiscit va confirmar l'aprovació d'una reforma constitucional sobre la gestió i administració de l'aigua potable i el sanejament. A l'Uruguai, es va convocar aquest plebiscit per a decidir si l'empresa estatal del servei d'aigua potable (OSE), es pogués associar amb empreses privades o bé sorgissin empreses privades, el que significaria perdre el monopoli. Els votants que sufragaven pel "Sí", votaven per mantenir el monopoli estatal sobre aquest recurs natural. El que la població va decidir, amb un 64,58% de vots favorables, va ser mantenir el monopoli.

## Resultats
Percentatge de vots escrutats: 100% - Data de l'informe: 7 de novembre de 2004
| Candidat presidencial       | Nombre de vots | Percentatge | Partit - Coalició        |
| Tabaré Vázquez              | 1.124.761      | 50,45%      | Front Ampli              |
| Jorge Larrañaga             | 764.739        | 34,30%      | Partit Nacional          |
| Guillermo Stirling          | 231.036        | 10,36%      | Partit Colorado          |
| Pablo Mieres                | 41.011         | 1,84%       | Partit Independent       |
| Víctor Lissidini            | 8.572          | 0,38%       | Partit Intransigent      |
| Aldo Lamorte                | 4.859          | 0,22%       | Unió Cívica              |
| Julio Vera                  | 1.548          | 0,07%       | Partit Liberal           |
| Rafael Fernández            | 513            | 0,02%       | Partit dels Treballadors |
| Vots anul·lats              | 21.383         | 0,96%       |                          |
| Vots en blanc               | 31.031         | 1,39%       |                          |
| Vots observats anul·lats    | 158            | 0,01%       |                          |
| Total de vots               | 2.229.611      | 100%        |                          |
| Total d'electors habilitats | 2.488.004      |             |                          |